# Váradi B. László
Váradi B. László (Nagyvárad, 1946. augusztus 3. – 2014. május 26.) erdélyi magyar író, tudományos ismeretterjesztő, erdészeti és vadbiológiai tanulmányok szerzője, vadász.

## Életpályája
Miután Kolozsváron a mezőgazdasági főiskolára járt, 1974-es Németországba való távozása után Göttingában a Georg Augusta egyetemen erdészeti és vadbiológiai tanulmányokat folytatott. Magyarországon hunyt el, Somogyfajszon temették el.

## Munkássága
1972-ben megjelent novelláskötete nagy feltűnést keltett, szerzője az erdélyi magyar irodalom nagy reménységének számított.
Amikor a Ceaușescu-rendszer „eladta az erdélyi szászokat”, ő is emigrált Németországba, ahol német nyelvű tudományos munkák szerzője lett, és megmaradt magyar írónak is, akinek többes identitása szokatlan műveket produkált.  
Szakmai írásait, tanulmányait a Pirsch és a Wild und Hund című folyóiratok közölték.

### Művei
- Tavasz 69 (antológia, Nagyvárad, 1970)
- Kölyökharcsa (novellák, 1972)
- Emlős-viselkedéstani jegyzetek (elbeszélések, 2013)
- Borotva (elbeszélések, 2014)
- Luca, a megmentett vidra (egy vidracsalád története) (regény, Pont Kiadó, Budapest, 2014)
- Válogatott elbeszélések (több kötetben)
- Ökopatriotizmus a Kárpát-medencében (ökológiai esszé)